# Susanne Gerthel
Lillemor Susanne Gerthel, född 27 juni 1947 i Brännkyrka församling i Stockholm, är en svensk smyckesdesigner och kuturprofil i Malmö.
Susanne Gerthel är dotter till operasångaren Olav Gerthel och Ingeborg Andersson (omgift Lindgren). Hon är mest känd för sina kulturella bedrifter, då hon 1987 startade Sveriges första arkitekturgalleri. Har medverkat i bland annat Bildjournalen, producerad av Sveriges Television.